# سن-لویی-دو-آ! آ!، کبک
سَن-لویی-دو-آ! آ! (به فرانسوی: Saint-Louis-du-Ha! Ha!) قصبه‌ای در منطقه شهری تمیسکوواتا ناحیه با-سن-لوران در استان کبک کانادا است. در سرشماری سال ۲۰۱۱ این قصبه ۱٬۴۰۹ نفر جمعیت داشته‌است و مساحت آن ۱۱۴٫۴۵ کیلومتر مربع است.